# معركة بنغازي الأولى

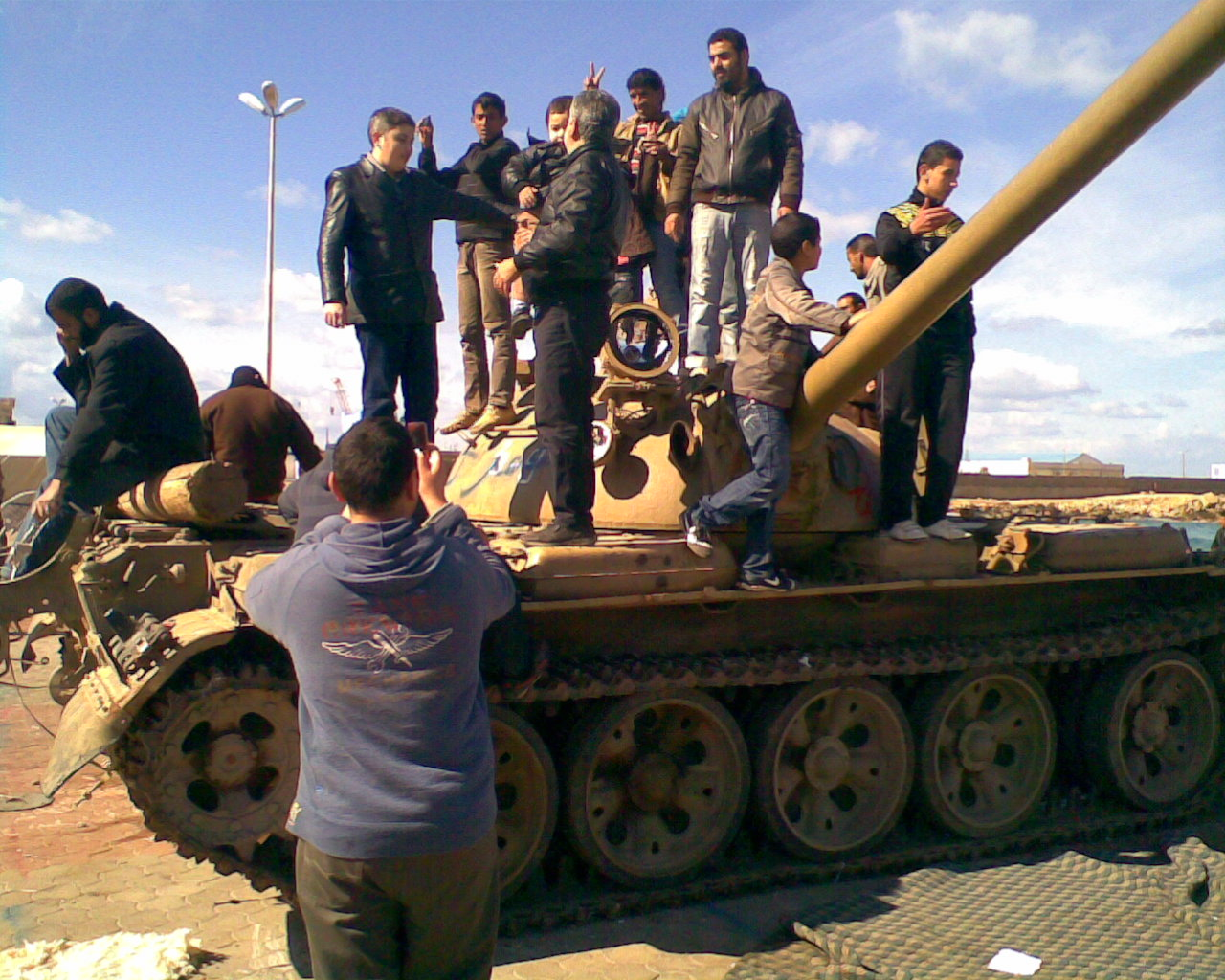
أشخاص على دبابة في بنغازي، 23 فبراير

معركة بنغازي، وقعت أثناء ثورة 17 فبراير عام 2011 م بين وحدات عسكرية والكتائب الأمنية التابعة لمعمر القذافي الثوار المعارضين للقذافي. قامت اشتباكات في بنغازي والبيضاء ودرنة. وقعت في بنغازي معظم الاشتباكات حيث كانت واقعة تحت حصار فرضته الكتائب الأمنية على حدود المدينة.
وقام بعض الجنود من مناصري معمر القذافي في 19 فبراير 2011 بإطلاق النار على المحتجين الليبيين المطالبين برحيل القذافي. واتجه عدد من الأهالي المسلحين من البيضاء ودرنه في منطقة الجبل الأخضر و قوات الصاعقة ببنغازي والمتظاهرين بالمدينة لإخراج العناصر الأمنية والمرتزقة من مبنى مديرية الأمن وسلمته للمتظاهرين، حيث قاموا بالاستيلاء على ما فيه من أسلحة، وأحرقوه بعد ذلك. بعدها بيوم واحد الموافق 20 فبراير 2011 سقطت بنغازي في أيدي المتظاهرين،
| سبقه معركة البيضاء | معارك الثورة الليبية 20 فبراير 2011 | تبعه ؟ |